# Trogopterus
Trogopterus és un gènere d'esquirols voladors originaris d'Àsia. L'única espècie vivent d'aquest grup és l'esquirol volador de peus grocs (T. xanthipes), que és endèmic de la Xina. Es tracta d'un animal nocturn que s'alimenta de fulles de roure. També s'hi ha classificat una espècie extinta encara per descriure, que visqué al centre d'allò que avui en dia és la Xina durant el Plistocè inferior.